# Einödlerche

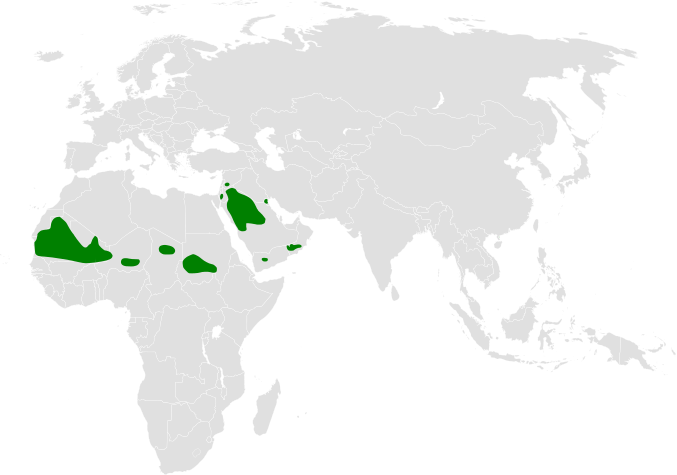
Verbreitungsgebiet der Einödlerche

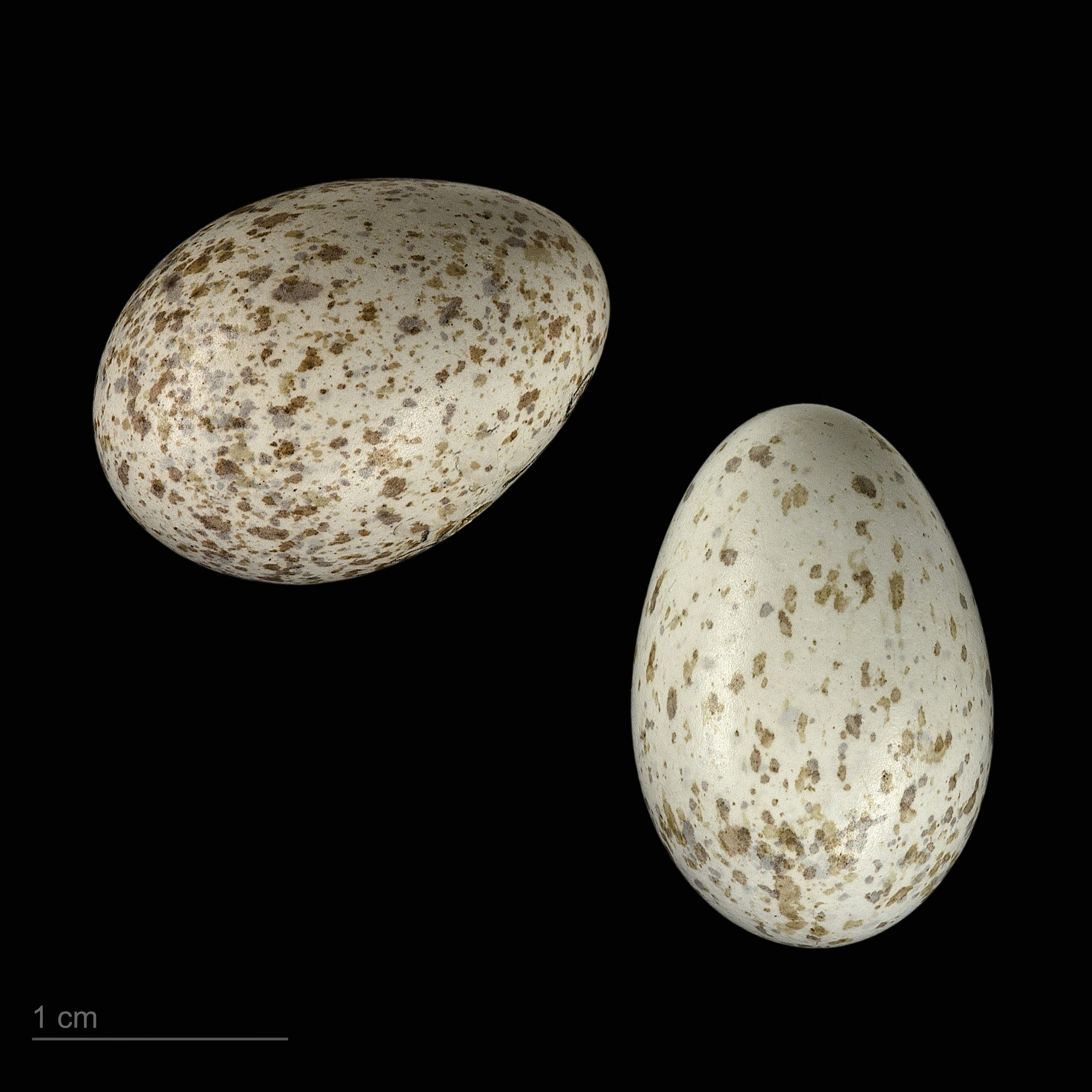
Eier der Einödlerche, Sammlung Museum von Toulouse

Die Einödlerche (Eremalauda dunni) ist eine Art aus der Familie der Lerchen. Ihr Verbreitungsgebiet liegt in Afrika und dem Mittleren Osten. Sie ist der einzige rezente Vertreter ihrer Gattung. Es werden zwei Unterarten unterschieden.
Die Bestandssituation der Einödlerche wird von der IUCN mit ungefährdet (least concern) eingestuft.

## Merkmale
Die Einödlerche erreicht eine Körperlänge von etwa 14 Zentimetern, wovon 5,0 bis 5,5 Zentimeter auf den Schwanz entfallen. Die Schnabellänge beträgt vom Schädel aus gemessen 1,38 bis 1,58 Zentimeter. Es besteht kein auffallender Geschlechtsdimorphismus.
Die Einödlerche hat eine sandfarbene Körperoberseite mit einer rotbraunen Strichelung. Im Gesicht fallen die vergleichsweise breiten Augenringe auf, von denen aus ein weißlicher Strich in Richtung Nacken verläuft. Die Wangen und Ohrdecken sind hell sandfarben. Die Körperunterseite ist weißlich bis cremeweiß und auch auf der Brust kaum gestreift. Die Hand- und Armschwingen sind rötlich braun mit zimtfarbenen Außenfahnen. Die mittlere Steuerfeder ist sandfarben wie der Rücken, die sich daran anschließenden zweiten Steuerfedern sind schwärzlich mit zimtfarbenen Partien, die Steuerfedern 3 bis 5 sind dagegen schwarz mit schmalen rötlich-gelben Säumen. Das äußerste Steuerfederpaar ist schwarz mit einer gelblich-braunen Außenfahne. Der Schnabel ist gelblich weiß und wird zur Spitze hin dunkler. Die Iris ist braun.

## Verwechselungsmöglichkeiten
Im Verbreitungsgebiet der Einödlerche kommen sowohl die Sandlerche, die Rostlerche, die Kordofanlerche als auch die Steinlerche vor.
Von der Kordofanlerche unterscheidet sich die Einödlerche durch das fehlende Weiß im Schwanzgefieder. Die Rostlerche ist auf der Körperunterseite dunkler und weist eine dichtere Strichelung auf. Im Vergleich zur Sand- und Steinlerche hat die Einödlerche einen größeren Kopf, einen dickeren Schnabel und ist im Gesicht durch die weißen Augenringe stärker gezeichnet.

## Verbreitungsgebiet und Lebensraum
Das Verbreitungsgebiet der Einödlerche ist disjunkt, liegt aber in Afrika und Arabien grundsätzlich zwischen dem 15. und 20. nördlichen Breitengrad. Sie kommt unter anderem in Mauretanien, Mali, Niger, Tschad, Sudan, Jemen, Oman sowie Jordanien und Saudi-Arabien vor.
Der Lebensraum der Einödlerche sind schütter bestandene Graslandschaften in Wadis sowie am Rande von Wüsten. Vereinzelt kommt sie auch in offenem Buschland vor. Sie ist ein Standvogel.

## Lebensweise
Die Einödlerche ist mit ihren Gefiederfarben ihrem Lebensraum stark angepasst und, solange sie nicht auffliegt und sich auf dem Boden aufhält, nur schwer auszumachen. Die Nahrung besteht aus Sämereien, wobei Rispenhirse eine besondere Rolle spielt. Daneben frisst die Lerche kleine Insekten.
Über den Singflug des Männchens gibt es unterschiedliche Aussagen. Es werden sowohl Singflüge beschrieben, bei dem das Männchen gegen den Wind sechs bis 10 Meter in die Höhe steigt und nach etwa zwei Minuten wieder landet. Es werden außerdem aber längere Singflüge beschrieben, bei denen sich das Männchen etwa in einer Höhe von 50 Meter über dem Erdboden aufhält und erst nach vier bis fünf Minuten landet.
Wie alle Lerchen ist auch die Einödlerche ein Bodenbrüter, die Fortpflanzungsbiologie der Art ist jedoch noch nicht abschließend untersucht.

## Unterarten
Es sind zwei Unterarten bekannt:
- Eremalauda dunni dunni (Shelley, 1904) kommt von Mauretanien bis in den Zentralsudan vor.
- Eremalauda dunni eremodites (Meinertzhagen, R, 1923) ist von Syrien über Jordanien und Saudi-Arabien bis in den Oman verbreitet.

## Einzelbelege
1. ↑  Pätzold: Kompendium der Lerchen. S. 195.
2. ↑  Pätzold: Kompendium der Lerchen. S. 192.
3. ↑  Pätzold: Kompendium der Lerchen. S. 193.
4. ↑  Pätzold: Kompendium der Lerchen. S. 194.
5. ↑  World Bird List Nicators, reedling & larks